# Value-stream mapping
La value-stream mapping (VSM) è un metodo di visualizzazione grafica utilizzato in ambito industriale e che ha come obiettivo l'individuazione degli sprechi nei processi produttivi; è un punto chiave del processo di Lean manufacturing.

## Storia
IL VSM nasce negli anni 1980 nell'ambito della politica di abbattimento degli sprechi nei processi produttivi attuato dalla Toyota.

## Value Stream Mapping
La Value Stream Mapping (Mappatura della Catena del Valore) è la mappatura grafica di tutto quell'insieme di processi ed attività che concorrono alla realizzazione di un prodotto, partendo dal fornitore fino alla consegna del prodotto finito al cliente, passando per tutta la catena di produzione; il metodo mira ad eliminare gli sprechi e ad aumentare l'efficienza dei processi che realizzano il valore del prodotto. Il VSM può essere paragonato ad una foto istantanea in tempo reale che permette di conoscere la situazione del sistema produttivo e che, quindi, sarà la base per una possibile implementazione di future modifiche. Il VSM si propone di esplicitare la presenza del flusso fisico dei materiali ed informativo.